# Georgios Bonanos
Georgios Bonanos (en griego: Γεώργιος Μπονάνος, * 1863 Vouni, actual Lixouri; † 1940 en Atenas) fue un eminente escultor griego.
Bonanos estudió escultura en la Escuela de Bellas Artes de Atenas con Leonidas Drosis y también tomó clases con el famoso escultor Demetrios Philippotis. Más tarde continuó sus estudios el Instituto de Bellas Artes en Roma con Antonio Allegkreti (1840-1918) y Tzirolamo Massine (1840-1885). ; en la capital italiana abrió su estudio de escultor. Bonanos trabajó sobre la base de los principios clásicos de las estatuas griegas. Su material favorito fue el mármol. De regreso a Grecia en 1888, abrió estudio en Atenas, donde hizo estatuas y bustos para monumentos, piezas funerarias y lápidas. Entre sus ayudantes estuvieron Georgios Mataragas y Nicos Sofialakis.
En 1911 fue nombrado profesor en la Escuela de Bellas Artes. Después de unos meses renunció porque no fueron aceptadas sus contribuciones a la política de educación, administración pública y de las artes, por parte del Director de la Escuela George Iacovidis y el Ministerio de Educación.
Participó en la exposición Universal de París de 1889 y en la de 1900.
Murió en 1940.
Obras de Georgios Bonanos
Entre sus estatuas famosas, se incluyen la Estatua de París de la colección de Andreas Sygrou , así como las de Androutsos Odysseas y Ioannis Kapodistrias. Fue uno de los escultores más prolíficos de su tiempo, realizó centenares de obras: estatuas, monumentos funerarios, monumentos de guerra, estatuas, réplicas de esculturas antiguas y composiciones libres. Sus obras se encuentran en muchas ciudades de Grecia y Chipre (Nicosia, Larnaca) y Egipto (Alejandría, El Cairo).

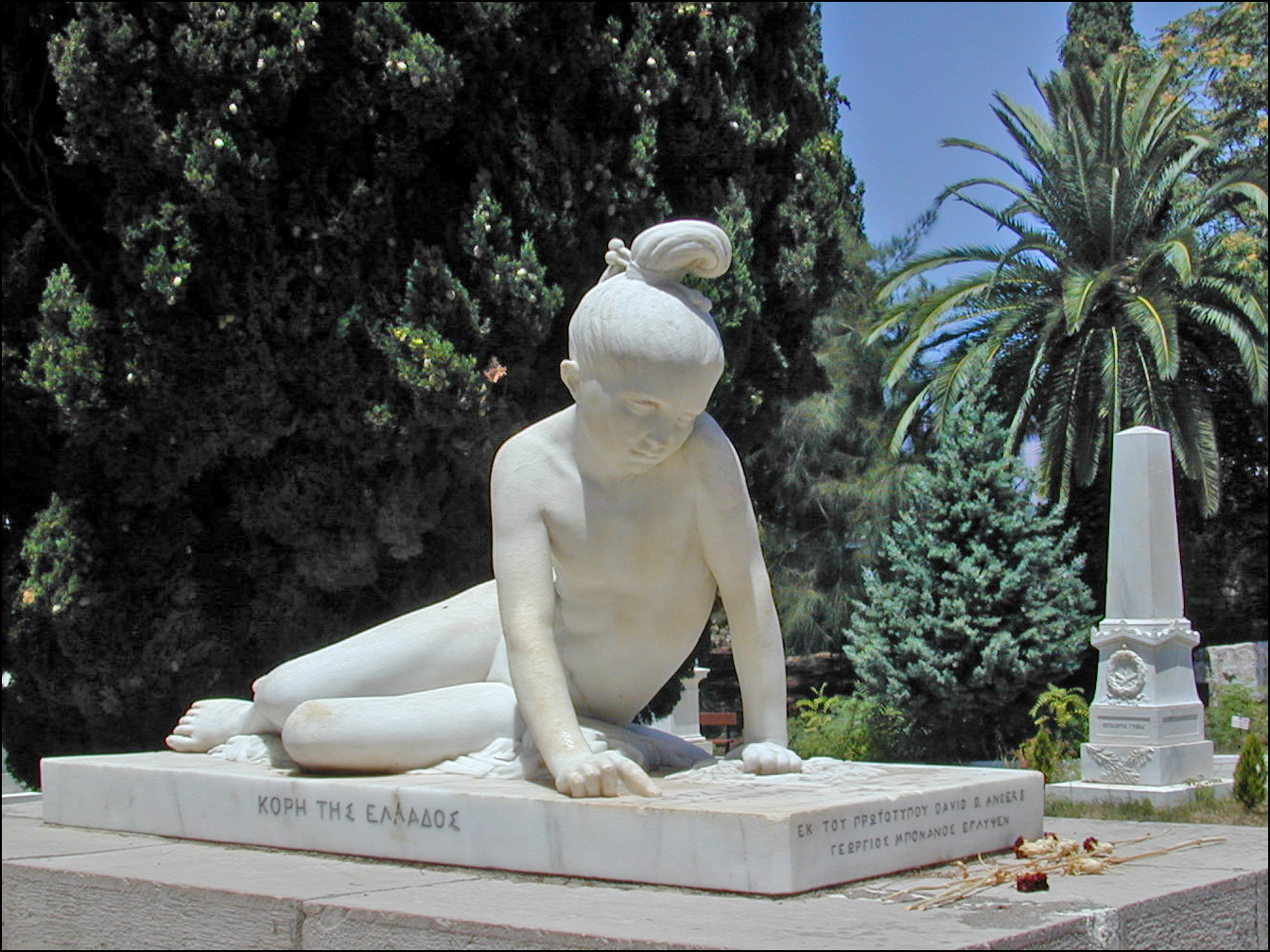
"Tumba de Markos Botsaris". (La niña griega) monumento creado por el escultor francés David d'Angers al liberador de Grecia Markos Botsaris que retrata la figura de una niña a la que llamó Reviviendo Grecia (en la imagen la réplica de Georgios Bonanos en Messolonghi, realizada a partir del original conservado en el Museo Nacional de Historia de Atenas).

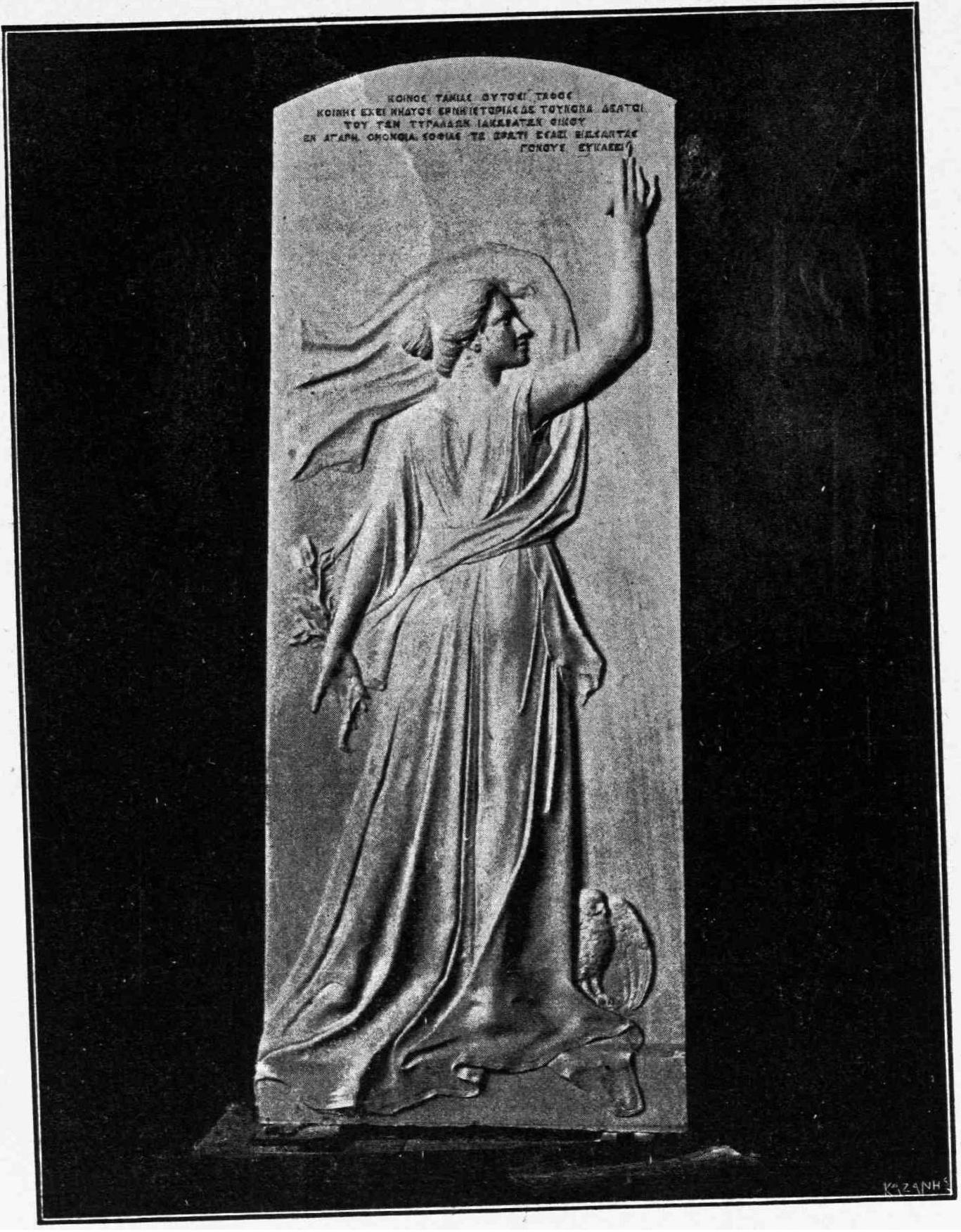
La Historia, figura alegórica (foto 1912)
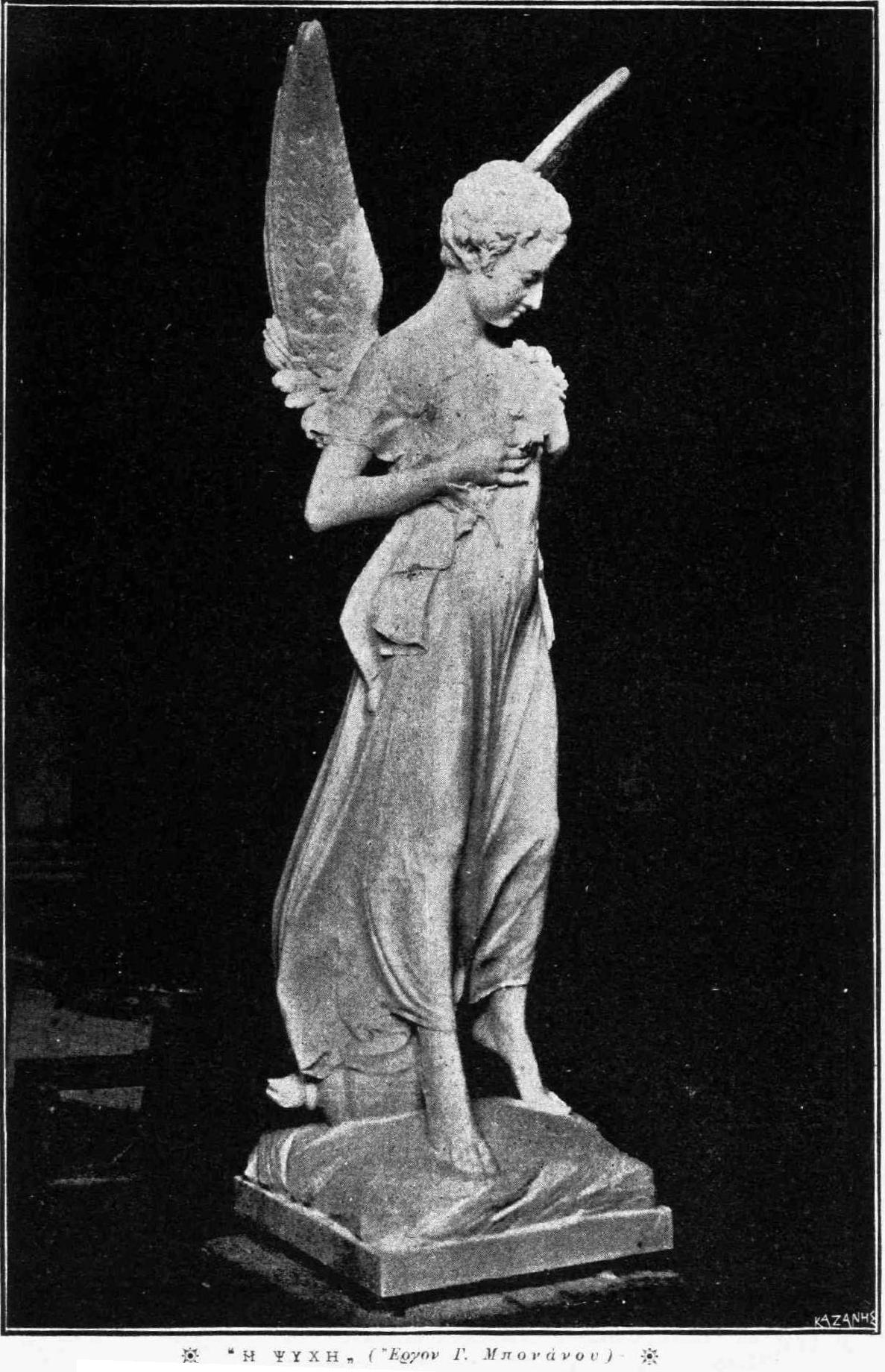
Alma o Psique, figura alegórica (foto 1912)
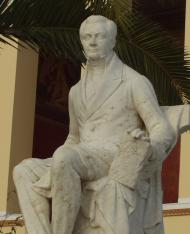
Estatua de Ioannis Kapodistrias en Atenas
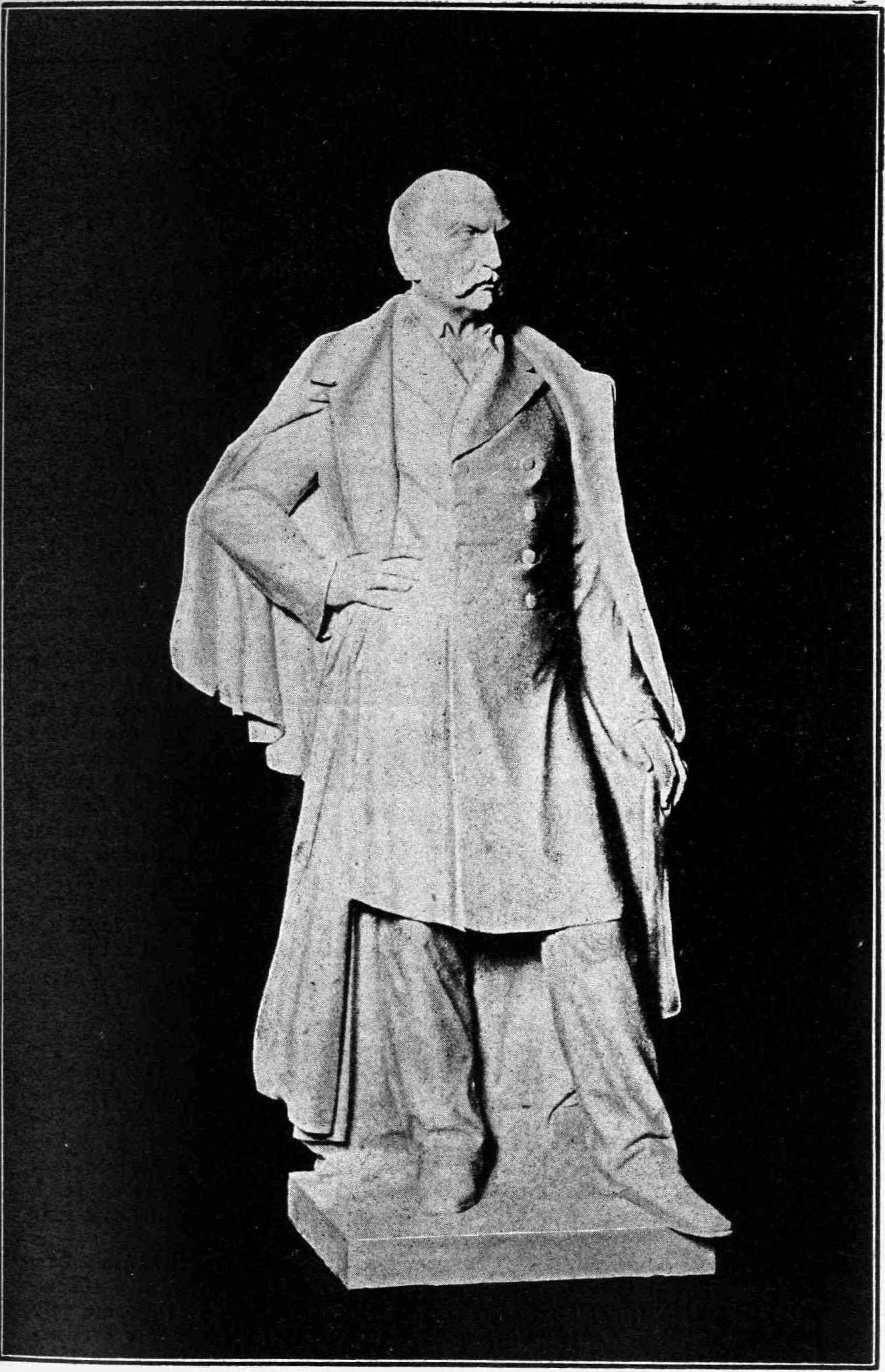
Panagiotis Ballanos (foto 1912)
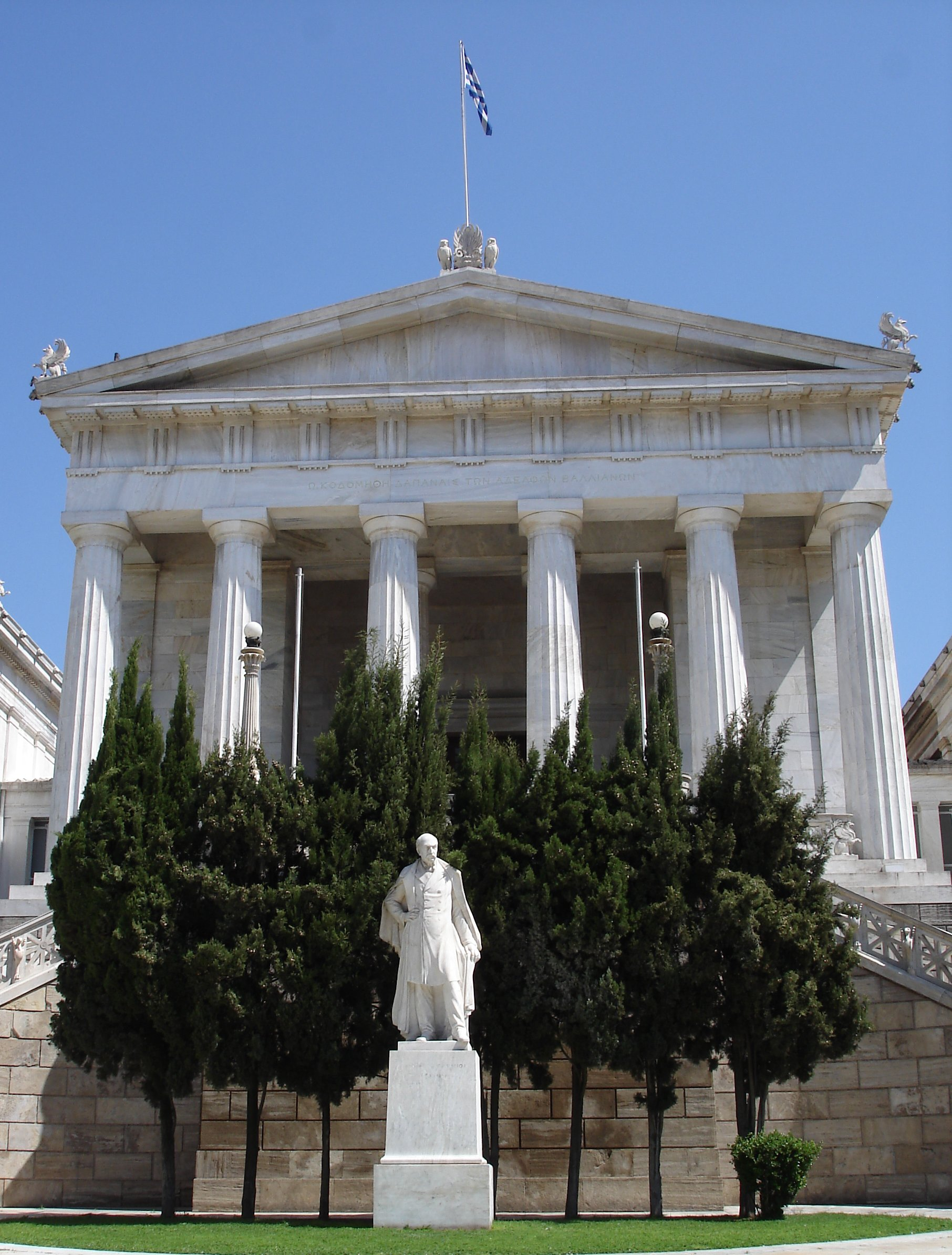
Estatua de Panayis Vagliano (en:) frente a la Biblioteca Nacional de Grecia
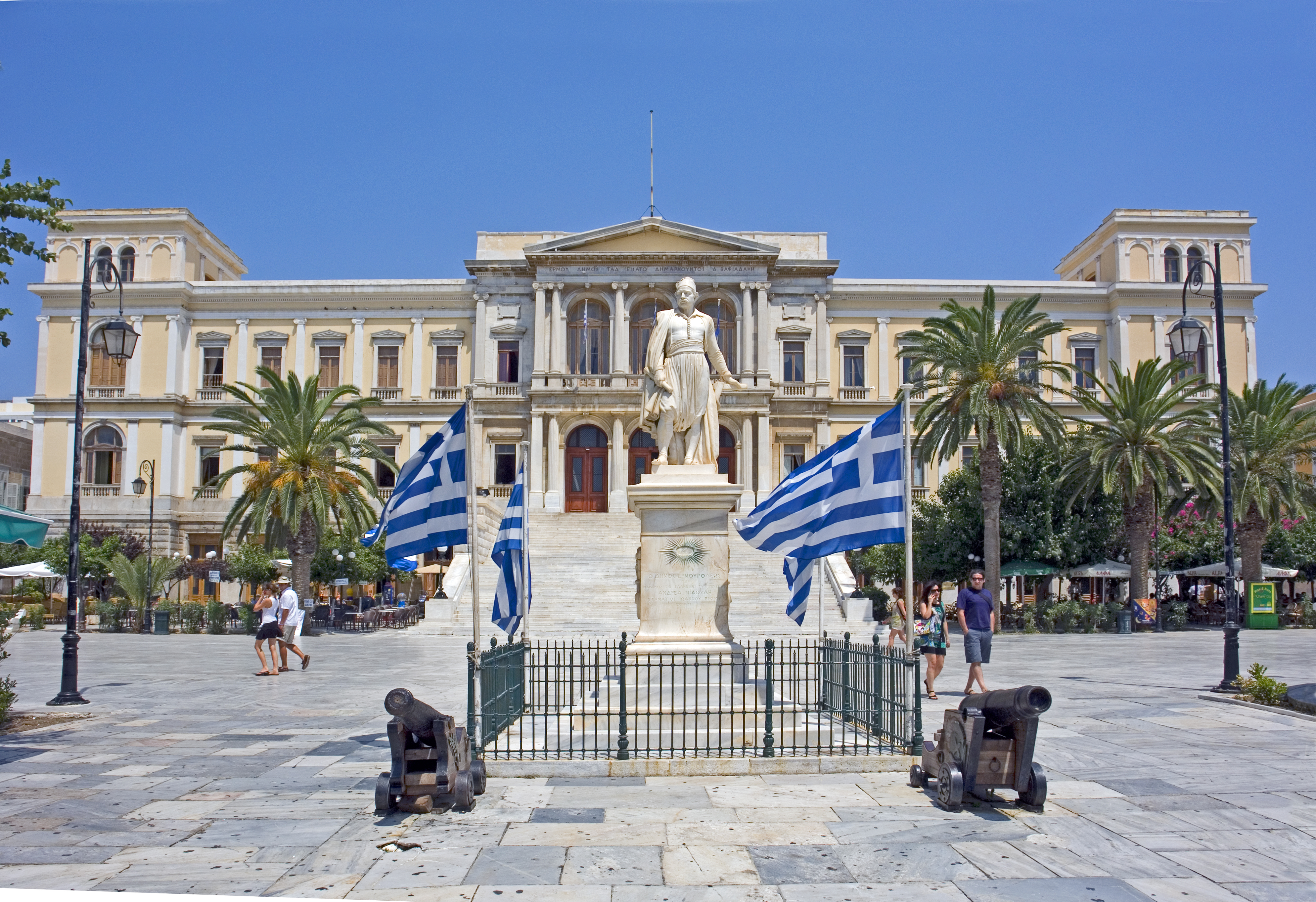
Estatua de Andreas Vokos Miaoulis frente al ayuntamiento de Ermúpoli

 Pulsar sobre la imagen para ampliar. 